# Nagykamarás
Nagykamarás is een plaats (község) en gemeente in het Hongaarse comitaat Békés. Nagykamarás telt 1701 inwoners (2002).